# Fausto Lucarelli
Fausto Lucarelli (ur. ? – zm. 11 listopada 1968) – argentyński piłkarz, grający podczas kariery na pozycji napastnika.

## Kariera klubowa
Fausto Lucarelli podczas piłkarskiej kariery występował w CA Banfield i River Plate.

## Kariera reprezentacyjna
W reprezentacji Argentyny Lucarelli występował w latach 1920–1924. W reprezentacji zadebiutował 18 lipca 1920 w przegranym 0-2 meczu z Urugwajem, którego stawką było Gran Premio de Honor Uruguayo.
W 1920 wystąpił w Mistrzostwach Ameryki Południowej. Na turnieju w Valparaíso wystąpił w meczu z Chile. Ostatni raz w reprezentacji wystąpił 31 sierpnia 1924 w wygranym 3-2 meczu z Urugwajem, którego stawką było Gran Premio de Honor Uruguayo. Było to udane pożegnanie, gdyż Lucarelli zdobył 2 bramki.
Ogółem w barwach albicelestes wystąpił w 5 meczach, w których zdobył 2 bramki.
| Mecze i gole w reprezentacji | Mecze i gole w reprezentacji | Mecze i gole w reprezentacji | Mecze i gole w reprezentacji | Mecze i gole w reprezentacji | Mecze i gole w reprezentacji | Mecze i gole w reprezentacji |
| #                            | Data                         | Miasto                       | Przeciwnik                   | Gol                          | Wynik                        | Rozgrywki                    |
| ---------------------------- | ---------------------------- | ---------------------------- | ---------------------------- | ---------------------------- | ---------------------------- | ---------------------------- |
| 1.                           | 18.07.1920                   | Montevideo                   | Urugwaj                      |                              | 0:2                          | Gran Premio Uruguayo         |
| 2.                           | 15.07.1920                   | Buenos Aires                 | Urugwaj                      |                              | 1:3                          | Copa Newton                  |
| 3.                           | 08.08.1920                   | Buenos Aires                 | Urugwaj                      |                              | 1:0                          | Gran Premio Argentino        |
| 4.                           | 20.09.1920                   | Valparaíso                   | Chile                        |                              | 1:1                          | Copa América                 |
| 5.                           | 31.08.1924                   | Montevideo                   | Urugwaj                      | Gol · Gol                    | 3:2                          | Gran Premio Uruguayo         |